# Comecayo
Comecayo es un cantón del municipio de Santa Ana. Limita al norte con los cantones Ayuta y Pinalito, al sur con El Portezuelo y La Empalizada, al este con la ciudad de Santa Ana y Cutumay Camones y al oeste con El Ranchador.

## División Política
Caseríos y colonias
Para su división política Comecayo se divide en 10 caseríos y colonias :
- Comecayo
- Los Aparejos
- Cruz Verde
- Puerto Rico
- Colonia Áviles
- Las Violetas
- El Jurón
- Colonia Méndez
- Colonia Bolaños
- El Sitio

Urbanizaciones
- Ciudad Paraíso (Primera etapa)
- Ciudad Paraíso (Segunda etapa)
- Altos del Paraíso
- Paraíso Sur